# Polyclinum isipingense
Polyclinum isipingense är en sjöpungsart som beskrevs av Sluiter 1898. Polyclinum isipingense ingår i släktet Polyclinum och familjen klumpsjöpungar. Inga underarter finns listade i Catalogue of Life.